# 伊氏鰻鱗鱈
伊氏鰻鱗鱈為輻鰭魚綱鱈形目南極鱈科的其中一種，分布於南冰洋海域，棲息深度500-2010公尺，為深海魚類。

## 擴展閱讀
維基物種上的相關：伊氏鰻鱗鱈